# Tithorea (geslacht)
Tithorea is een geslacht van vlinders uit de familie van de Nymphalidae.

## Synoniemen
- Hirsutis Haensch, 1909

## Soorten
- Tithorea harmonia Cramer, 1777
- Tithorea pacifica Willmott & Lamas, 2004
- Tithorea tarricina Hewitson, 1858
- Tithorea alexandri Freyer, 1933 nomen nudum
- Tithorea euryanthe Herrich-Schäffer, 1865 nomen nudum